# Sofie Gunolf
Sofie Maria Gunolf, född den 25 mars 1969, är arvtagare till och sedan 2006 även vd på det svenska familjeföretaget Indiska Magasinet. Hon är dotterdotter till det moderna Indiskas grundare Åke Thambert, dotter till vice vd:n Christina Baines och systerdotter till tidigare vd:n Anders Thambert. Gunolf har arbetat i företaget sedan 15-årsåldern, bland annat som butikschef, inköpare och inköpschef. Hon är bosatt i Stockholm.

## Utmärkelser
- H. M. Konungens medalj av 8:e storleken (2015) för värdefulla insatser inom svenskt näringsliv